# INK Sverige AB
INK Sverige AB var ett svenskt översättningsföretag med kontor i Uppsala och Lund som grundades 1989. Företaget blev uppköpt av Semantix AB under 2007.